# Pioneer (The Band Perry)
Pioneer è il secondo album in studio del gruppo di musica country statunitense The Band Perry, pubblicato nel 2013.

## Tracce
1. Better Dig Two – 3:15
2. Done – 3:25
3. Don't Let Me Be Lonely – 4:11
4. Pioneer – 4:18
5. Forever Mine Nevermind – 3:56
6. Night Gone Wasted – 3:37
7. I Saw a Light – 4:08
8. Mother Like Mine – 3:51
9. Chainsaw – 3:48
10. I'm a Keeper – 3:30
11. Back to Me Without You – 3:57
12. End of Time – 4:19